# The Accidental Honeymoon
The Accidental Honeymoon er en amerikansk stumfilm fra 1918 af Léonce Perret.

## Medvirkende
- Robert Warwick som Robert Courtland
- Elaine Hammerstein som Kitty Grey
- Frank McGlynn Sr. som Perkins
- Blanche Craig
- Frank Norcross